# EVA Transportes

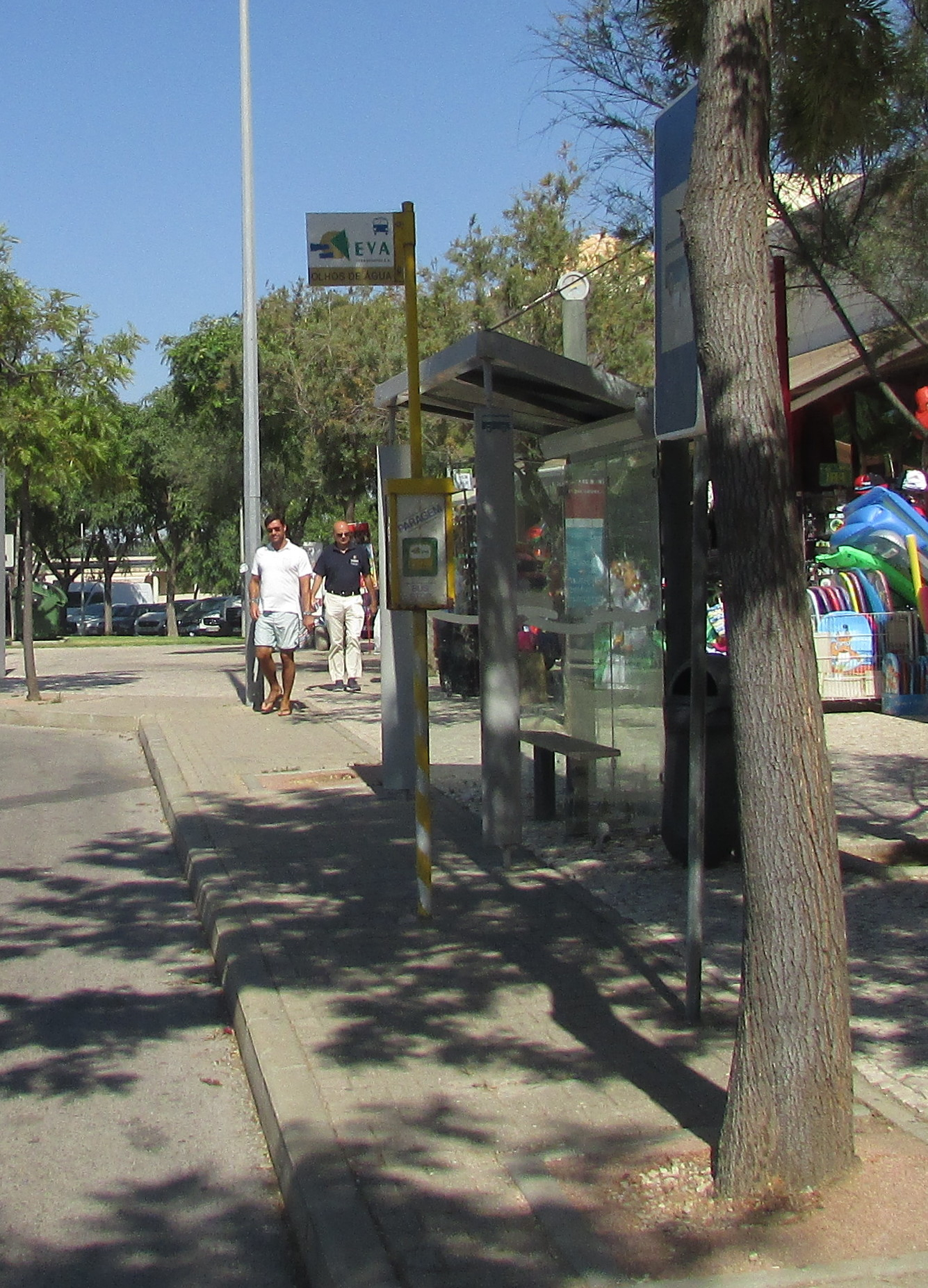
Paragem da EVA Transportes em Olhos de Água, Albufeira, em 2017.

A EVA Transportes S. A. é uma empresa de transporte rodoviário de passageiros, que opera principalmente na região do Algarve, no Sul de Portugal. Sucede à antiga Empresa de Viação do Algarve, cujas iniciais herdou.

## Descrição

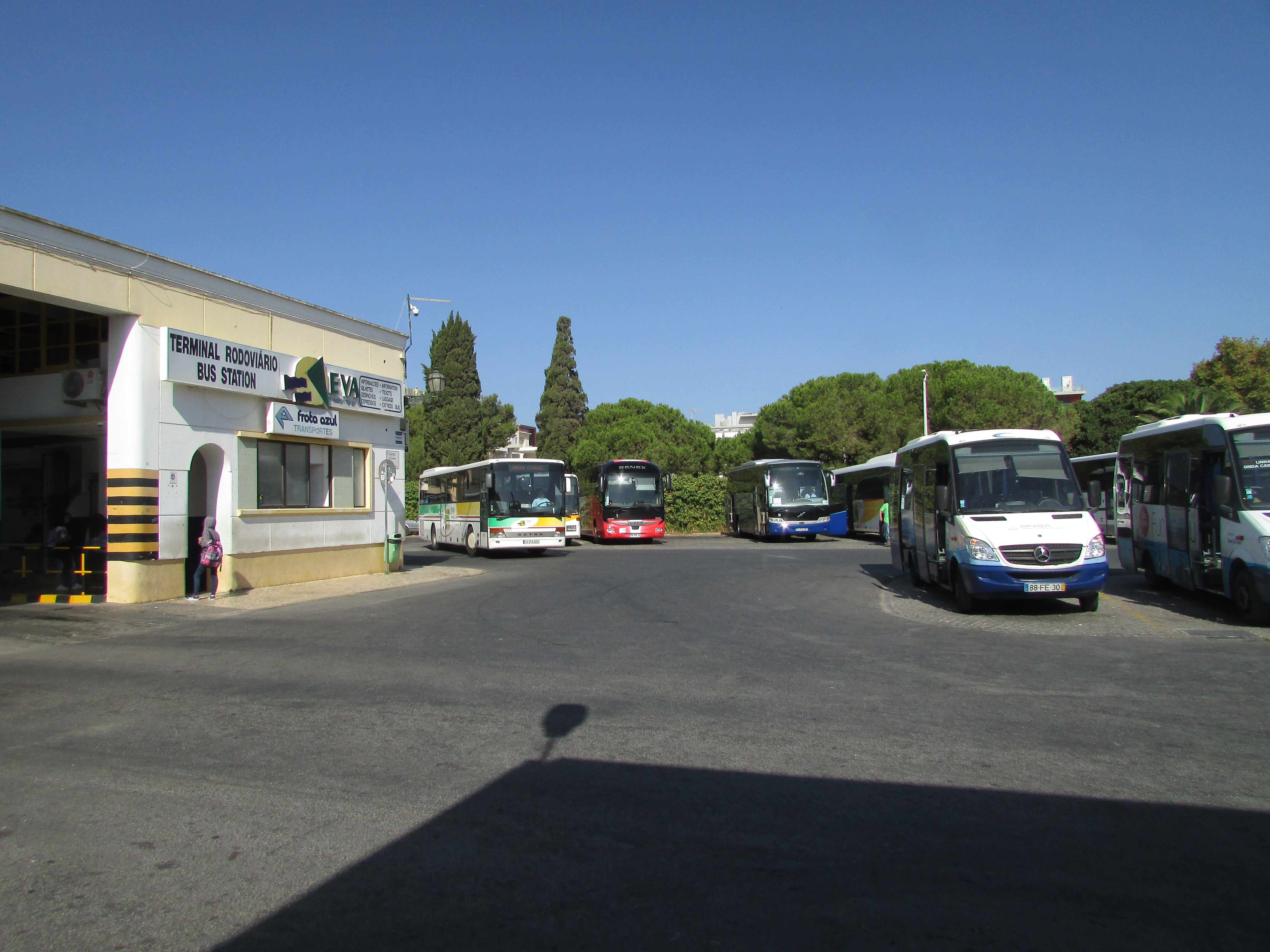
Terminal de Lagos da EVA Transportes.

A EVA Transportes faz parte do Grupo Barraqueiro, uma vasta organização que inclui várias empresas no setor dos transportes em Portugal e no estrangeiro.
Possui várias carreiras regulares ao longo do Algarve (Vamus Algarve), serviços de longa distância até Lisboa e Sevilha, e opera ainda redes municipais de transporte rodoviário local diferenciado: “Próximo” (Faro), “Vai e Vem” (Portimão), “Apanha-me” (Loulé), “Cubo” (Olhão), “Giro” (Albufeira), e “Sobe e Desce” (Tavira); a empresa Translagos, também do Grupo Barraqueiro, opera analogamente a rede municipal “A Onda” (Lagos).

A EVA Transportes está sediada em Faro, e tem estações rodoviárias em Albufeira, Faro, Lagoa, Lagos, Lisboa, Loulé, Olhão, Portimão, Quarteira, São Brás de Alportel, Tavira, e Vila Real de Santo António.

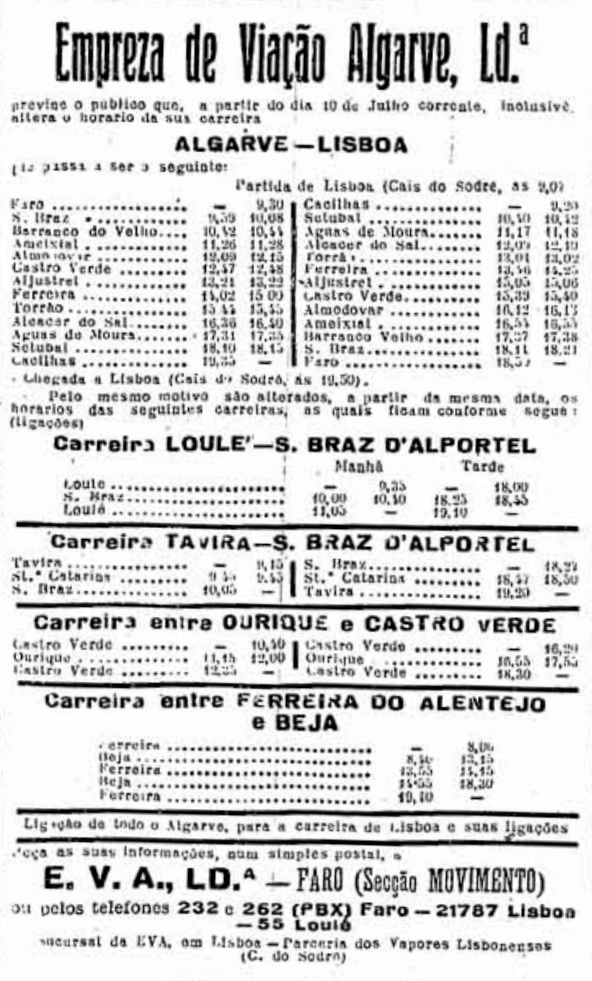
Horário dos autocarros da Empreza de Viação Algarve, em 1937

## História
Nos inícios do século XX, existiam várias pequenas companhias de transporte de passageiros na região do Algarve, que em 5 de Julho de 1933 foram fundidas na Empresa de Viação do Algarve, Lda. Sediada em Faro, a empresa criou uma série de carreiras ao longo da zona central do Algarve, até ao Baixo Alentejo.
Em 1938, esta empresa criou um serviço de autocarros entre Albufeira e a estação ferroviária, em Ferreiras, (equivalente a parte da atual 4) tendo esta sido a primeira carreira rodoviária deste tipo no Algarve. Após a Segunda Guerra Mundial, a empresa iniciou uma carreira de autocarros entre cidade de Silves e a respetiva estação (equivalente a parte da atual 113).

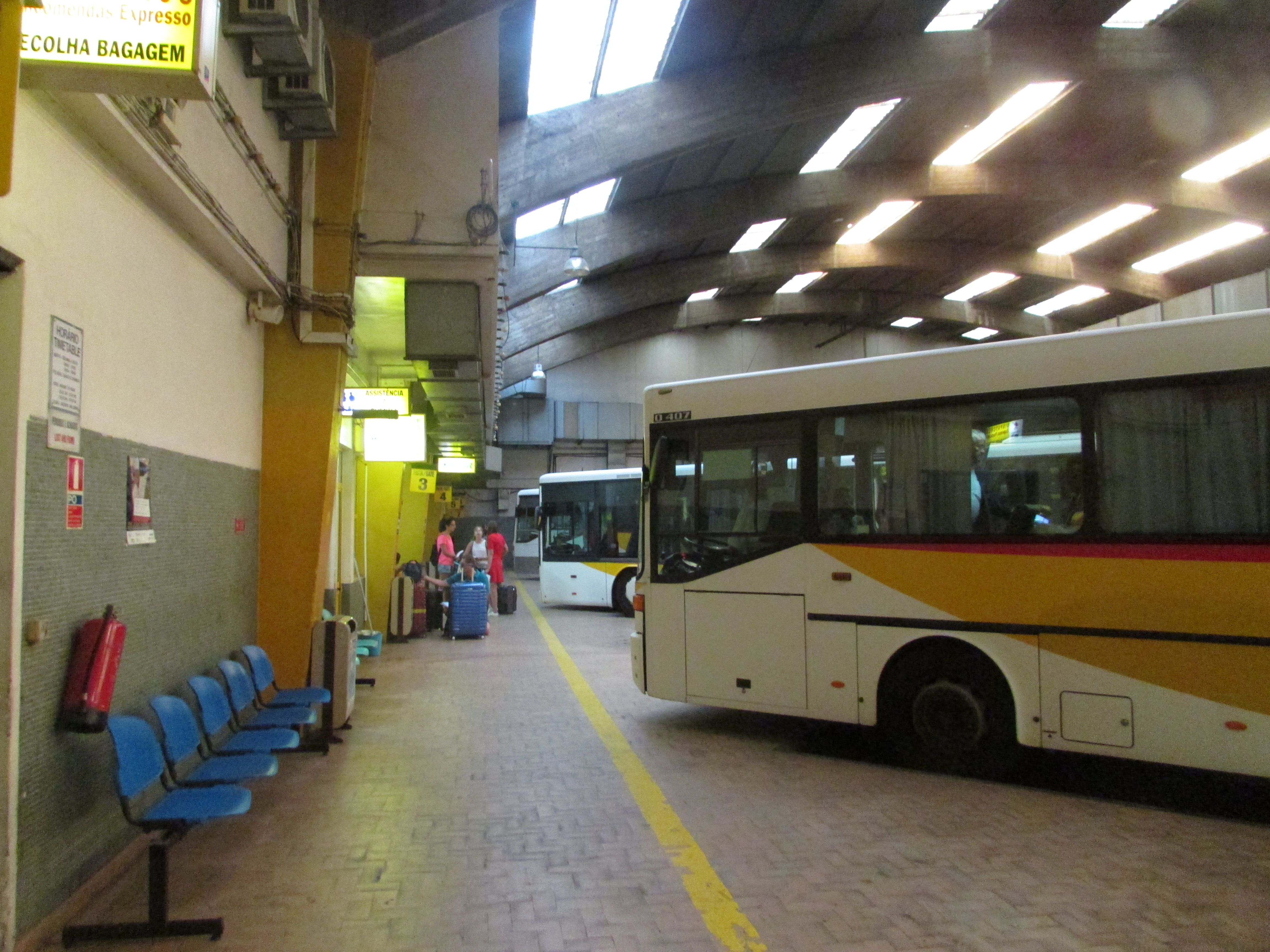
Interior do terminal de Faro, em 2017

Em Junho de 1976, a Empresa de Viação do Algarve foi nacionalizada e integrada na Rodoviária Nacional, passando a formar a Exploração de Passageiros nº 9 da R. N., em conjunto com a antiga Empresa Rodoviária do Sotavento do Algarve.
Em Janeiro de 1991, a Rodoviária Nacional passou por um processo de divisão, tendo sido criada a Rodoviária do Algarve, S. A. que passou a assegurar as carreiras na região. Ao mesmo tempo, iniciou-se o processo de privatização das companhias rodoviárias, de forma a melhorar a adequação estrutural às regiões em que operavam, e garantir a qualidade dos serviços. Desta forma, a Rodoviária do Algarve foi privatizada em Maio de 1992, criando a Eva, Transportes S. A.. A empresa passou então por um período de expansão, tendo atingido uma frota de 258 autocarros nos finais de 1997.

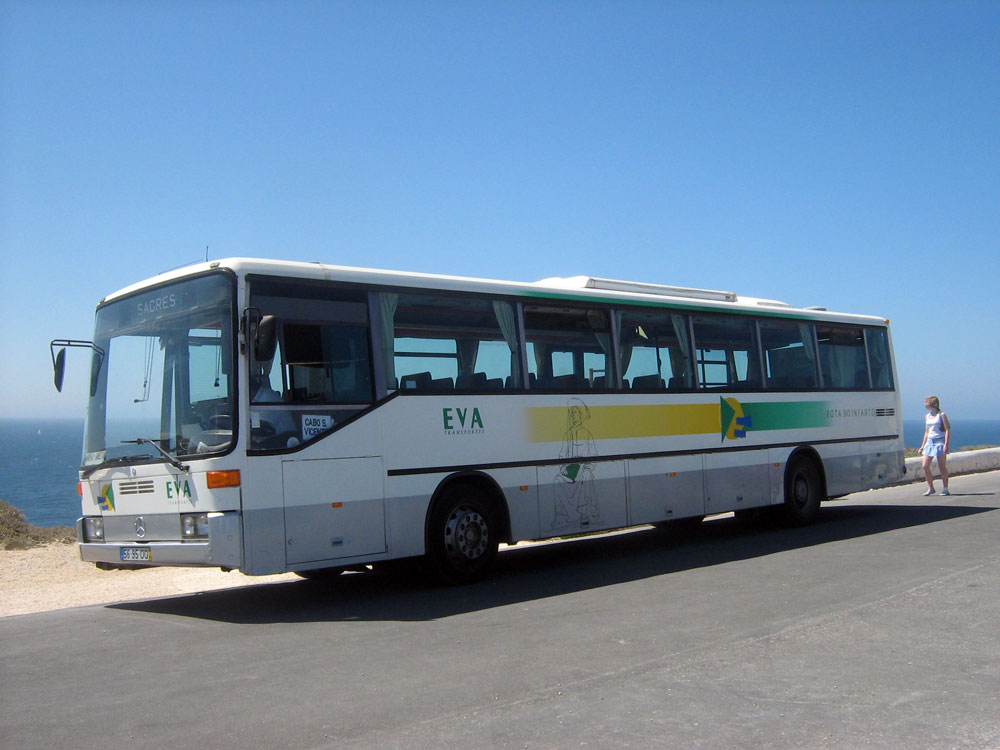
Autocarro da EVA Transportes em Sagres, em 2008

Na apresentação da então nova rede de transportes de Faro em meados de 2013, pela respetiva Câmara Municipal e pela EVA Transportes previa-se que toda a mobilidade em transporte público coletivo na cidade continue a ser, a médio prazo, assegurada por autocarro: Onze “minibus” e dez novos autocarros a somar aos sete preexistentes (v.t. “Próximo”).

Em Agosto de 2018, os trabalhadores das empresas do Grupo Barraqueiro estiveram em greve durante dois dias, o que levou à supressão de muitos serviços de autocarros da EVA Transportes. Esta foi a segunda greve dos trabalhadores em pouco mais de um mês, tendo sido organizada pelo Sindicato dos Trabalhadores de Transportes Rodoviários e Urbanos de Portugal e pela Federação dos Sindicatos dos Transportes e Comunicações.

## Carreiras

### Vamus Algarve
Em 2013 a EVA Transportes e a Frota Azul Algarve começaram a explorar conjuntamente as carreiras de média distância que operavam já na região, mormente intermunicipais; esta rede viu a sua designação alterada para Vamus a 1 de dezembro de 2021; com a alteração da marca, a numeração de frota também foi alterada passando de 9XXX para 7XXX.[carece de fontes?] Em dados de 2022, a rede Vamus Algarve conta com 77 carreiras, cobrindo toda a região:
- 1 Alagoa ⇆ Castro Marim🗎
- 2 Quarteira ⇆ MarShopping🗎
- 4 Albufeira ⇆ S. Bart. Messines (via Paderne)🗎
- 8 Albufeira ⇆ Rocha Baixinha🗎
- 9 Albufeira ⇆ Faro🗎
- 10 Albufeira ⇆ Faro (via Loulé)🗎
- 13 Albufeira ⇆ Portimão (via Vale da Parra)🗎
- 14 Albufeira ⇆ Portimão (via Guia)🗎
- 17 Albufeira ⇆ Silves 🗎
- 19 Alferce ⇆ Monchique 🗎
- 22 Aljezur ⇆ Vila do Bispo 🗎
- 23 Quatro Estradas ⇆ Fonte de Boliqueime 🗎
- 24 Alportel ⇆ S. Brás de Alportel 🗎
- 27 Ameixial ⇆ Loulé (via Touriz)🗎
- 28 Areias S. João ⇆ S. Bart. Messines (via Albufeira)🗎
- 29 Armação de Pêra ⇆ Fonte Louzeiro 🗎
- 31 Armação de Pêra ⇆ Silves 🗎
- 32 Azinhal ⇆ Vila Real de Sto. António 🗎
- 33 Espargueira ⇆ Faro (via Azinheiro e Estói)🗎
- 34 Balurcos de Cima ⇆ Vila Real de Sto. António 🗎
- 40 Brejos (×) ⇆ Tavira 🗎
- 41 Cabanas ⇆ Tavira 🗎
- 42 Cachoupo ⇆ Tavira 🗎
- 43 Carrapateira ⇆ Vila Real de Sto. António🗎
- 44 Castro Marim ⇆ Cortelha🗎
- 45 Charneca do M.te Seco ⇆ Loulé🗎
- 47 Cabo S. Vicente ⇆ Lagos (via Sagres)🗎
- 49 Estiramanténs ⇆ Tavira 🗎
- 50 Estói ⇆ Gorjões (via Bela Salema)🗎
- 51 Albufeira ⇆ Lagos (litoral)🗎
- 52 EVA Cliffs Line🗎
- 56 Aerobus🗎
- 57 Faro ⇆ Lagos (transrápido)🗎
- 58 Montes Novos ⇆ Vaqueiros (via Martinlongo)🗎
- 59 Faro ⇆ Loulé 🗎
- 60 Faro ⇆ Loulé (via Sta. Bárb. Nexe)🗎
- 61 Faro ⇆ Montes Novos🗎
- 62 Olhão ⇆ Moncarapacho (via Fuzeta e Poço da Areia)🗎
- 63 Faro ⇆ Olhão 🗎
- 64 Faro ⇆ Pechão 🗎
- 65 Faro ⇆ S. Brás de Alportel (via Estói)🗎
- 66 Albufeira ⇆ Vila Real de Sto. António 🗎
- 67 Faro ⇆ Vila Real de Sto. António 🗎
- 68 Olhão ⇆ Loulé 🗎
- 69 Olhão ⇆ Universidade (Gambelas) 🗎
- 70 Foupana ⇆ Moncarapacho 🗎
- 71 Foz do Ribeiro ⇆ S. Bart. Messines 🗎
- 72 Freixo Verde ⇆ Loulé 🗎
- 73 Sta. Justa ⇆ Vila Real de Sto. António (via Bentos)🗎
- 74 Aljezur → Vale da Telha → Arrifana → Aljezur 🗎
- 75 Albufeira ⇆ Guia (via Galé)🗎
- 77 Lagoa → Praia da Marinha → Benagil → Lagoa 🗎
- 79 Lagos ⇆ Odeceixe 🗎
- 80 Lagos ⇆ Portimão 🗎
- 83 Loulé ⇆ Sta. Margarida (via Salir)🗎
- 84 Loulé ⇆ Paderne (via Boliqueime)🗎
- 85 Loulé ⇆ Vale do Lobo (via Almancil)🗎
- 87 Quarteira ⇆ Loulé 🗎
- 89 Loulé ⇆ S. Bart. Messines🗎
- 90 Loulé ⇆ S. Brás de Alportel🗎
- 92 Marmelete ⇆ Monchique🗎
- 93 Montenegro ⇆ Sta. Bárbara de Nexe🗎
- 94 Monchique ⇆ Portimão🗎
- 96 Monte Gordo ⇆ Vila Real Sto. António🗎
- 97 Montenegro ⇆ S. João da Venda🗎
- 101 Olhão ⇆ Moncarapacho🗎
- 102 Olhão ⇆ Pechão🗎
- 105 Pedras d’El-Rei ⇆ Tavira🗎
- 107 Portimão ⇆ Praia do Carvalho🗎
- 110 Lagoa ⇆ Portimão (via Sesmarias e Pr. Caneiros)🗎
- 113 S. Bart. Messines ⇆ Portimão (via Lagoa e Silves)🗎
- 117 S. Bart. Messines ⇆ S. Marcos da Serra 🗎
- 118 Loulé ⇆ Aeroporto (via Universidade)🗎
- 119 Sta. Justa ⇆ Vila Real de Sto. António (via Soudes)🗎
- 121 Tavira ⇆ S. Brás de Alportel🗎
- 128 Barroso ⇆ Alcoutim (via Martinlongo)🗎
- 130 Corte Serranos ⇆ Mértola🗎

#### Cubo

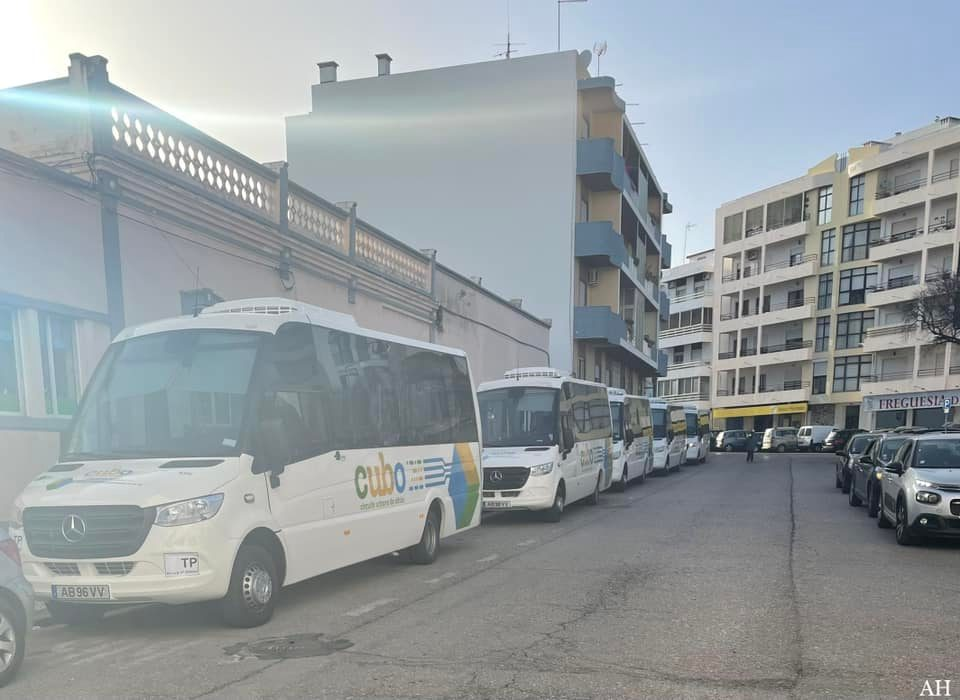
Minibus da Eva Transportes realizando o serviço CUBO em Olhão.

Integrado no âmbito da rede Vamus Algarve, a EVA Transportes opera também um serviço diferenciado restrito ao concelho de Olhão, designado Cubo - Circuito Urbano de Olhão. Em dados de 2022, este conta com quatro carreiras identificadas com números e cores, todas com término no terminal rodoviário da cidade:
- 1 Linha Azul🗎
- 2 Linha Amarela🗎
- 3 Linha Verde🗎
- 4 Linha Azul A🗎

#### Giro

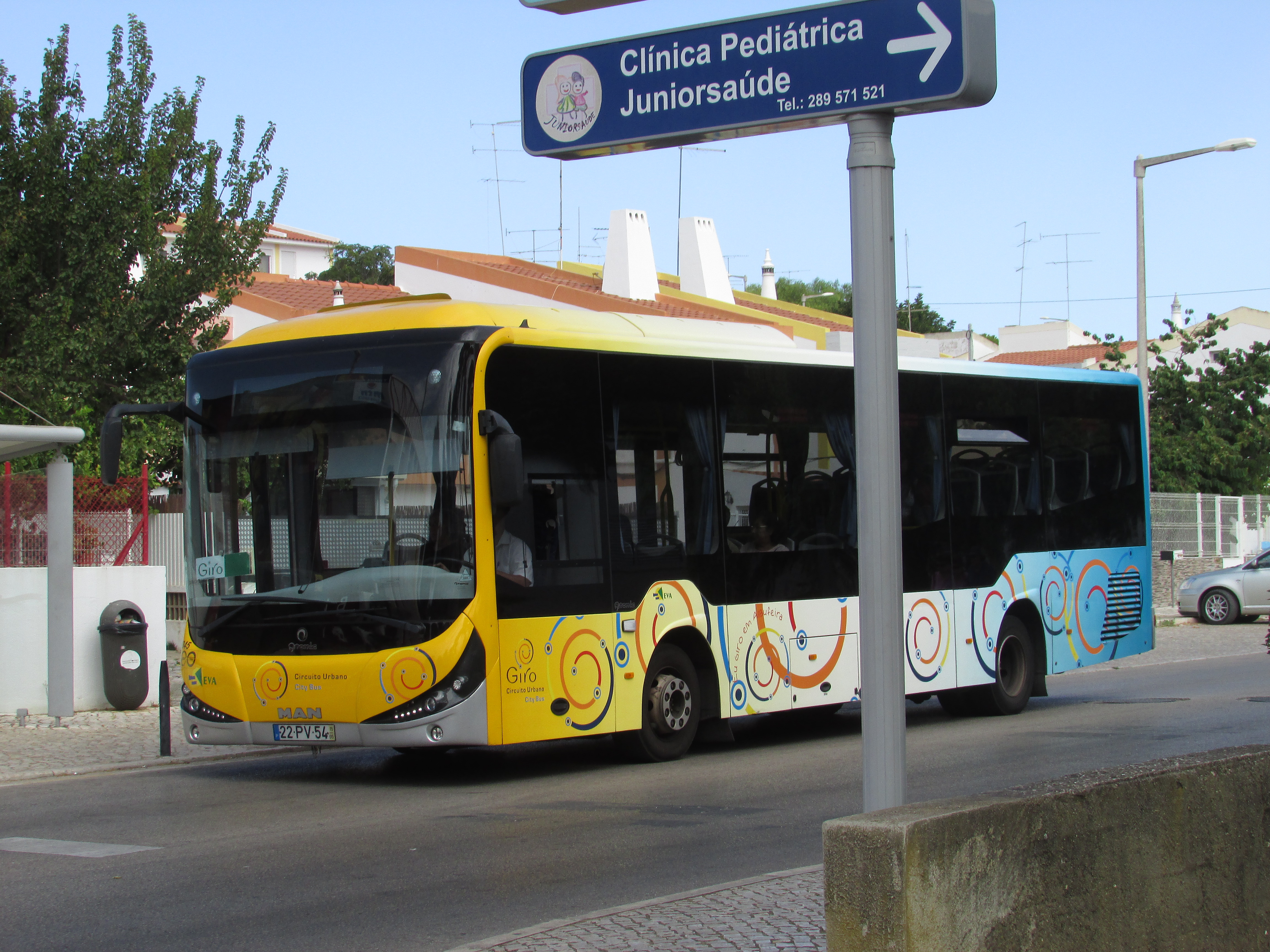
Autocarro da Eva Transportes no serviço Giro em Albufeira em 2017.

Integrado no âmbito da rede Vamus Algarve, a EVA Transportes opera ainda um serviço diferenciado restrito ao concelho de Albufeira, designado Giro ou Giro - Albufeira. Em dados de 2023, este conta com onze carreiras numeradas:
- 1 Circular Albufeira (via Vale Navio)🗎
- 2 Circular Albufeira (via Pq. Lúdico)🗎
- 3 Circular Albufeira (via Marina)🗎
- 4 Circular Albufeira (via Vale Pedras)🗎
- 5 Circular Fontaínhas (via Ferreiras)🗎
- 6 Terminal - Rocha Baixinha🗎
- 7 Circular Algarveshopping - Guia - Galé🗎
- 8 Circular Galé - Guia - Algarveshopping🗎
- 9 Vale de Santa Maria - Patã de Baixo🗎
- 10 Circular Centro Histórico🗎
- 11 Circular Ferreiras (via Fontaínhas)🗎

Em 2015 existiam apenas cinco carreiras, identificadas apenas com cores e todas com término no terminal rodoviário da cidade.

### Apanha-me
A EVA Transportes opera também um serviço diferenciado, restrito ao concelho de Loulé, ao serviço da edilidade respetiva através do departamento “Rede de Transportes Urbanos Municipal” (sic) da empresa municipal “Loulé — Concelho Global”. Este serviço, gratuito desde 2021 («Quem quer andar sem pagar levanta o braço!»), tem a designação comercial “Apanha-me” e, em dados de 2022, conta com onze carreiras:

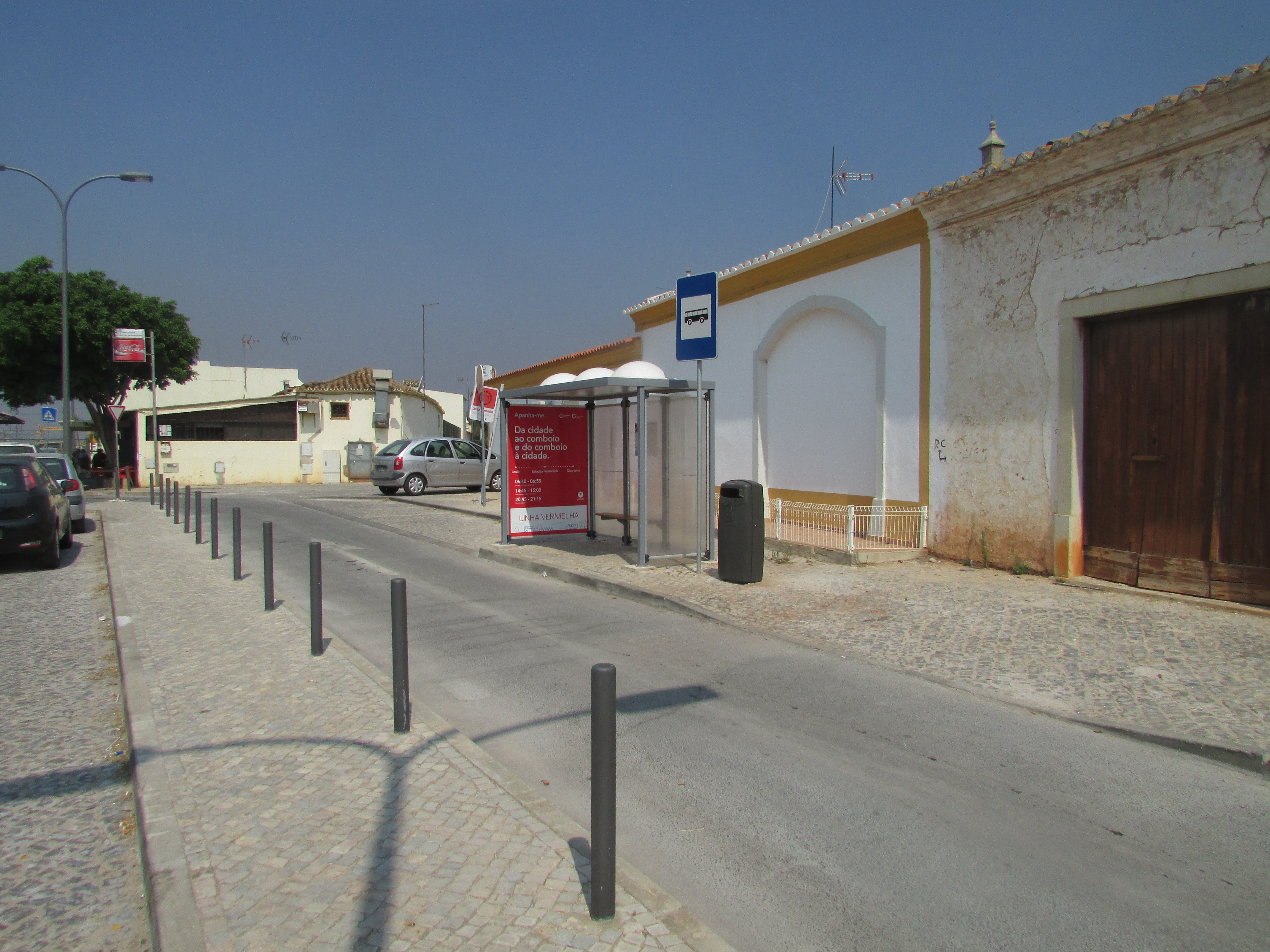
Abrigo de paragem junto à Estação Ferroviária de Loulé com cartaz sobre a Linha Vermelha do “Apanha-me”, em 2017.

- Linha Vermelha: Liga os centros urbanos de Loulé,[23] Almancil,[24] e Quarteira / Vilamoura,[25] à Estação Ferroviária de Loulé em regime de shuttle e em articulação de horários com os serviços ferroviários Intercidades e Alfa Pendular:  - L Loulé (centro) ⇆ Loulé CP
Carreira criada antes de 2017.[26]
  - QV Quarteira ⇆ Loulé CP ⇆ Vilamoura
Carreira criada antes de 2017.[26]
  - A Almancil ⇆ Loulé CP
Carreira criada após 2017.[26]
- A vila de Almancil é ainda servida por uma carreira adicional,[20] criada após 2017:[26]  - roxa Linha Roxa
- A cidade de Loulé é ainda servida por mais três carreiras de circulação,[21] criadas antes de 2017:[26]  - am.ª Linha Amarela
  - azul Linha Azul
  - az.l Linha Azul Longa
- Quarteira e Vilamoura são servidas conjuntamente por duas carreiras anuais e duas sazonais,[22] criadas antes de 2017:[26]  - verde Linha Verde
  - ve.l Linha Verde Longa
  - ve.n Linha Verde Noturna
(1 de julho a 10 de setembro)
  - br.ª Linha Branca
(1 de julho a 10 de setembro)

O serviço “Apanha-me” opera uma frota de quatro minibus Mercedes-Benz Sprinter de cor verde verde com tejadilho branco e lettering púrpura, sendo a numeração de frota 9320, 9321, 9322 e 9334.

### Vai e Vem
A EVA Transportes, através da sua participada Frota Azul Algarve, opera também um serviço diferenciado, restrito ao concelho de Portimão, ao serviço da edilidade respetiva.